# Jean-Yves Haby
Jean-Yves Haby (nascido em 5 de janeiro de 1955) é um político francês.
Haby nasceu em 5 de janeiro de 1955, em Dombasle-sur-Meurthe. Ele foi eleito para a Assembleia Nacional entre 1988 e 1997, representando o terceiro circulo eleitoral de Hauts-de-Seine pelo partido União para a Democracia Francesa.